# 計昌
計昌（1428年—？），字汝賢，江西饒州府浮梁縣人，明朝政治人物。進士出身。

## 生平
江西鄉試第二十六名。天順元年（1457年）參加丁丑科會試第二百九十名，殿試登進士第二甲第四十四名。

## 家族
曾祖父計本善，曾任教諭、祖父計所瞻，曾任訓導、父亲計澄，曾任廣西按察使。